# Канакаево
Канака́ево (баш. Ҡанакай), устар. Шипай,Шик(п)аево) — деревня в Ишимбайском районе Башкортостана, входит в состав Ишеевского сельсовета.

## Географическое положение
Находится на р. Селеук.
Расстояние до:
- районного центра (Ишимбай): 30 км,
- центра сельсовета (Ахмерово): 4 км,
- ближайшей ж/д станции (Стерлитамак): 25 км.

## Название
Названа по имени волостного старшины Каныкая Кинзягулова. В 1811 г. ещё жил сын первопоселенца Алсынбай Канакаев.

## История
Канакаево известно с 1757, фиксировалась также под названием Шик(п)аево. Основано башкирами Тельтим-Юрматынской волости Ногайской дороги на собственных землях. Канакаево, как и Ахмерово, входило в Ильсектимеровую тюбу. Позднее входило в Стерлитамакский уезд Уфимской губернии.
Первопоселенцы занимались скотоводством, земледелием, пчеловодством, изготовлением колёс, ободьев, саней.
Во второй половине XIX века к Канакаево присоединилась основанная, предположительно, в начале XIX века деревня Е(Я)лимбетево.
В 1906 году отмечены бакалейная лавка, хлебозапасный магазин.
До 2008 года деревня входила в упразднённый Ахмеровский сельсовет.

## Население
| 1795 | 1850 | 1865 | 1906 | 1920 | 1939 | 1959 |
| ---- | ---- | ---- | ---- | ---- | ---- | ---- |
| 65   | ↗309 | ↗373 | ↗748 | ↗778 | ↘768 | ↗988 |
| 1989 | 2002 | 2009 | 2010 |      |      |      |
| ↘761 | ↗774 | ↗861 | ↘776 |      |      |      |

Население с момента появления деревни преимущественно башкиры, рода юрматы.

## Инфраструктура
Средняя школа, детсад, фельдшерско-акушерский пункт, ДК, библиотека.

## Экономика
Ишимбайское отделение ОАО «Зиргановская МТС». Продукция: КРС, мясо КРС, молоко, сахарная свекла, подсолнечник, зерно. Специализация: зерноводство; животноводство; свекловодство. Численность работающих: 219 чел. (2007 г.)

## Образование
Канакаевская средняя школа. До революции существовало училище.

## Религия
До революции существовала мечеть. На данный момент действует мечеть.

## Известные уроженцы
- Бегулов, Миннигул Султанович (20 октября 1928 — 6 января 1973) — каменщик строительного управления № 2 треста «Башнесртезаводстрой» Башкирского совнархоза, Герой Социалистического труда (1958), депутат Верховного Совета Башкирской АССР шестого созыва (1963—1967).
- Идрисова Минзада Бахтияровна (род. 25 сентября 1963 года) — почетный работник общего образования РФ (2012), заслуженный работник образования ХМАО-Югры (2017).
- Кульмухаметов, Хисмат Хайруллович (19 декабря 1905 — 19 декабря 1980) — башкирский журналист, участник Великой Отечественной войны.
- Якуб Кулмый (7 сентября 1918 — 11 октября 1994) — башкирский поэт.
- Янбаева, Гульфия Гареевна (род. 16 октября 1953) — башкирская журналистка, общественный деятель, основатель (2002) и бессменный руководитель (с ноября 2002) еженедельной городской газеты на башкирском языке «Киске Өфө» (Уфа).

## Достопримечательности
8 мая 2013 г. в Канакаеве открыт бюст поэту, фронтовику, кавалеристу Якубу Кулмыю (скульптор Рамиль Шафигуллин).